# Peter Reiff
Peter Reiff (* 17. November 1957 in Mannheim) ist ein deutscher Rechtswissenschaftler.

## Leben
Er studierte Rechtswissenschaft in Mannheim. Nach der Promotion 1989 und der Habilitation 1995 war er von 1995 bis 2000 Professor in Bonn. Seit 2000 ist er Professor für Bürgerliches Recht, Wirtschaftsrecht und Privatversicherungsrecht in Trier. Von 2002 bis 2007 war er Richter am OLG Koblenz im 2. Hauptamt.
Seine Forschungsgebiete sind Zivilrecht (insbesondere Haftungsrecht, Erbrecht, Umweltprivatrecht), Handels- und Gesellschaftsrecht (insbesondere Personengesellschaftsrecht und GmbH-Recht) und deutsches- und europäisches Privatversicherungsrecht.

## Schriften (Auswahl)
- Die Dogmatik der Schenkung unter Nießbrauchsvorbehalt und ihre Auswirkungen auf die Ergänzung des Pflichtteils und die Schenkungsteuer. Berlin 1989, ISBN 3-428-06743-6.
- Die Haftungsverfassungen nichtrechtsfähiger unternehmenstragender Verbände. Tübingen 1996, ISBN 3-16-146506-7.
- Versicherungsvermittlerrecht im Umbruch. Eine Untersuchung im Auftrag der Hamburger Gesellschaft zur Förderung des Versicherungswesens mbH. Karlsruhe 2006, ISBN 3-89952-283-4.
- Das Gesetz zur Neuregelung des Versicherungsvermittlerrechts. Karlsruhe 2007, ISBN 3-89952-343-1.